# Gaetano Pesci
Pour les articles homonymes, voir Pesci.
À ne pas confondre avec le sculpteur et architecte du XXe siècle Gaetano Pesce.
Bartolomeo Gaetano Pesci est un peintre néoclassique italien actif à partir du second quart du XVIIIe siècle.

## Biographie
Tout comme son père, Gaetano Pesci est natif de Bologne. Il apprend les bases de l'art de son père Prospero, avec qui il participe à la décoration du palazzo Albergati (it) de Zola Predosa vers 1770,.
Gaetano devient védutiste et peintre de marines. Il participe à la décoration des chambres papales du palais Barberini, habitées par autrefois par Urbain VIII. Il aurait reçu paiement le 2 août 1773 pour un tableau servant à décorer la voûte de la Chambre des audiences, même si de nos jours plus aucune trace n'en subsiste.
En 1780, il est tâché de réaliser quatre peintures pour Nicolas II Esterházy montrant le palais Esterházy de Fertőd sur les quatre points cardinaux. Seul celle vue du jardin subsiste, les trois autres ayant disparu durant la Seconde Guerre mondiale. Cette dernière peinture est exposée au musée hongrois de l'Architecture (hu).
Gaetano était aussi membre et professeur de l'Accademia Clementina.